# Godeni (okręg Ardżesz)
Godeni – wieś w Rumunii, w okręgu Ardżesz, w gminie Godeni. W 2011 roku liczyła 965 mieszkańców.